# Analog de prostaglandină
Analogii de prostaglandine alcătuiesc o clasă de medicamente similare din punct de vedere chimic cu prostaglandinele, care se leagă de receptorii pentru prostaglandine.

## Utilizări medicale
- Misoprostolul este utilizat în tratamentul ulcerului peptic și gastroduodenal.[2]
- Latanoprost, travoprost, bimatoprost sunt compuși utilizați în tratamentul glaucomului, scăzând presiunea intraoculară.[1]
- Lubiprostona este utilizată în tratamentul constipației cronice